# Indianapolis
Pour les articles homonymes, voir Indianapolis (homonymie).
Pour la municipalité brésilienne, voir Indianópolis.
Indianapolis (en anglais [ˌɪndiəˈnæpəlɪs]) est la capitale de l'État de l'Indiana aux États-Unis. Fondée le 6 janvier 1821 sur la rivière White, elle se situe à environ 240 km au sud des Grands Lacs et de Chicago (Illinois) .
Siège du comté de Marion et ville d'importance de la région agricole du Midwest, elle est au niveau national la douzième ville et la 34e aire urbaine avec 887 642 habitants dans la ville et 2 048 703 habitants dans son agglomération en 2020. Près de dix ans plus tard, sa population est estimée à 876 384 habitants. Ses principales attractions sont le Capitole de l'État de l'Indiana, le  Soldiers' and Sailors' Monument et l'Indianapolis Motor Speedway, situé dans l'enclave de Speedway et accueillant annuellement les 500 miles d'Indianapolis. Le premier maire d'indianapolis était Samuel Henderson. 

## Étymologie
En 1821, de nombreuses suggestions sont faites. Tecumseh est suggéré par Marston Clark du comté de Washington, ou encore Suwarrow, et Tuwarrow. Le juge Jeremiah Sullivan, du comté de Madison propose d’associer le nom de l’État, Indiana, avec le mot grec polis, signifiant ville, l'association signifiant ainsi « ville de l'Indiana ». Bien que le nom soit largement critiqué, il est adopté pour la nouvelle capitale de l'État.

## Héraldique
Indianapolis possède son propre drapeau et ses armoiries qui témoignent de l'histoire de la ville et de sa relation avec son environnement.

## Histoire
Le site de la nouvelle capitale de l'État de l'Indiana est choisi en 1820 pour remplacer Corydon à partir de 1825. Indianapolis est positionnée au centre géographique exact de l'État. Pour la construction de la capitale, les Amérindiens des tribus Miamis et Lenapes, qui vivaient en lieu et place, ont été déplacés des années 1820 aux années 1840,,.
En 1825, un peu moins de 1 000 habitants commencent à vivre dans la nouvelle capitale dont les habitations étaient principalement des cabanons en rondins de bois. L'économie est, à cette époque, peu développée avec principalement une économie agricole. Le premier chemin de fer arriva en 1847, et la première gare fut ouverte en 1853.
Le début du XXe siècle marqua l’arrivée de la construction automobile dans la ville, dont la production rivalisait avec Détroit. De plus, les connexions routières avec les autres villes de la région firent de la ville un carrefour important et lui valurent le surnom de « Crossroads of America ».
Durant la première moitié du XXe siècle, la population augmenta rapidement. Les tensions entre Noirs et Blancs s’installèrent, mais la ville fut la seule à ne pas connaître d’émeute le 4 avril 1968 au cours de la nuit où Martin Luther King fut assassiné. La présence de Robert Francis Kennedy pour sa campagne présidentielle en est peut-être la raison. Durant les années 1970, certains quartiers connurent un exode, allant même jusqu'à tomber en ruine, jusque dans les années 1990 où un plan de revitalisation fut lancé.

## Géographie

### Climat
Indianapolis possède un climat tempéré de type continental humide selon la classification de Köppen,.
La température moyenne journalière à Indianapolis est d'environ 11,3 °C alors que la hauteur annuelle de précipitations est de 1 013 mm. Il y a en moyenne 116 jours de gel par an. Les premières neiges dans la région arrivent en moyenne le 19 novembre et les dernières neiges tombent le 30 mars. Selon le National Oceanic and Atmospheric Administration, 55 % des jours de l'année sont ensoleillés.
Les étés sont chauds, humides et orageux avec une moyenne de 24,2 °C au mois de juillet et des températures pouvant souvent dépasser les 32 °C et pouvant parfois dépasser les 35 °C avec un taux d'humidité important. Des orages ont tendance à éclater durant cette saison, déversant parfois de grandes quantités de pluie chaude. Le printemps et l'automne sont souvent agréables mais peuvent aussi être imprévisibles avec des températures pouvant descendre en dessous de 5 °C mais aussi pouvant monter au-dessus de 20 °C. Ainsi n'est-il pas rare de voir des journées où le mercure atteint 27 °C, suivies de chutes de neige 36 heures après. Les hivers sont froids avec une moyenne en janvier de −2,2 °C, les températures tombent en dessous de −17,8 °C 4,7 jours en moyenne. Les saisons les plus pluvieuses mais aussi paradoxalement les plus ensoleillées (en raison de la brève durée des averses) sont le printemps et l'été, mai est le mois le plus pluvieux avec 128,3 mm de pluie en moyenne. La plupart des pluies sont dues aux orages, il n’y a aucune saison sèche distincte. La quantité annuelle de précipitations est de 1 077,0 mm avec des chutes de neige atteignant 64,8 cm en moyenne. Le record de chaleur est de 41,1 °C, observé le 14 juillet 1936 et le record de froid est de −32,8 °C observé le 19 janvier 1994.
Faits météorologiques :
- en juillet 2012, la ville a connu une vague de chaleur avec six jours au-dessus de 39 °C ;
- en juillet 2011, la ville a connu une vague de chaleur avec des heat-index supérieurs à 45 °C et des points de rosée supérieurs à 25 °C pendant plusieurs jours d'affilée.

| Mois                                | jan.  | fév.  | mars  | avril | mai   | juin  | jui.  | août  | sep.  | oct.  | nov.  | déc.  | année   |
| ----------------------------------- | ----- | ----- | ----- | ----- | ----- | ----- | ----- | ----- | ----- | ----- | ----- | ----- | ------- |
| Température minimale moyenne (°C)   | −6,4  | −4,5  | 0,4   | 5,9   | 11,4  | 16,8  | 18,8  | 18    | 13,5  | 7,1   | 1,7   | −4,2  | 6,6     |
| Température moyenne (°C)            | −2,2  | 0,1   | 5,7   | 11,8  | 17,2  | 22,3  | 24,2  | 23,5  | 19,5  | 12,9  | 6,6   | −0,1  | 11,8    |
| Température maximale moyenne (°C)   | 2,2   | 4,7   | 11,1  | 17,6  | 22,8  | 27,9  | 29,6  | 29    | 25,5  | 18,7  | 11,4  | 4     | 17      |
| Record de froid (°C)                | −32,8 | −29,4 | −21,7 | −7,8  | −2,2  | 2,8   | 7,8   | 5     | −1,1  | −6,7  | −20,6 | −30,6 | −32,8   |
| Record de chaleur (°C)              | 21,7  | 24,4  | 29,4  | 32,2  | 35,6  | 40    | 41,1  | 39,4  | 37,8  | 32,8  | 27,2  | 23,3  | 41,1    |
| Ensoleillement (h)                  | 132,1 | 145,7 | 178,3 | 214,8 | 264,7 | 287,2 | 295,2 | 273,7 | 232,6 | 196,6 | 117,1 | 102,4 | 2 440,4 |
| Précipitations (mm)                 | 67,6  | 58,9  | 90,4  | 96,5  | 128,3 | 107,7 | 115,6 | 79,5  | 79,2  | 79,2  | 94    | 80,3  | 1 077   |
| dont neige (cm)                     | 21,8  | 16,5  | 6,6   | 0,5   | 0     | 0     | 0     | 0     | 0     | 1     | 2     | 16,3  | 64,8    |
| Nombre de jours avec précipitations | 8,1   | 7,3   | 8,9   | 9,2   | 9,4   | 8,8   | 8,5   | 7,7   | 7,1   | 7,1   | 7,5   | 8,3   | 97,9    |
| Humidité relative (%)               | 75    | 73,6  | 69,9  | 65,6  | 67,1  | 68,4  | 72,8  | 75,4  | 74,4  | 71,6  | 75,5  | 78    | 72,3    |
| Nombre de jours avec neige          | 7,5   | 5,4   | 2,5   | 0,4   | 0     | 0     | 0     | 0     | 0     | 0,2   | 1,4   | 5,9   | 23,2    |

| Diagramme climatique                                  |             |             |             |               |               |               |          |              |             |           |           |
| J                                                     | F           | M           | A           | M             | J             | J             | A        | S            | O           | N         | D         |
| 2,2−6,467,6                                           | 4,7−4,558,9 | 11,10,490,4 | 17,65,996,5 | 22,811,4128,3 | 27,916,8107,7 | 29,618,8115,6 | 291879,5 | 25,513,579,2 | 18,77,179,2 | 11,41,794 | 4−4,280,3 |
| Moyennes : • Temp. maxi et mini °C • Précipitation mm |             |             |             |               |               |               |          |              |             |           |           |

### Quartiers et urbanisme

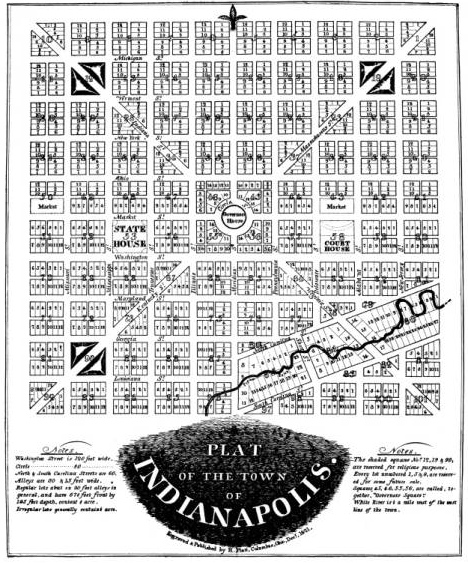
Plan de construction d'Indianapolis conçu par Ralston en 1821.

Alexander Ralston, qui était l'assistant de Pierre Charles L'Enfant lors de l'élaboration des plans de la ville de Washington DC, s'en inspire pour les plans de la nouvelle capitale. Ralston place au centre de la ville le Soldiers' and Sailors' Monument qui forme un cercle où s'entrecroisent quatre routes formant ainsi les prémices d'un plan hippodamien.
Jusqu'en 1970, année où s'est terminée la construction de l'Indianapolis City–County Building, le bâtiment le plus grand de la ville était le Soldiers' and Sailors' Monument dont la construction fut finie en 1901. Cependant dans les années 1980, la ville a connu un boom dans la construction de gratte-ciels jusqu'aux années 1990. C'est à cette époque que sept des dix plus hauts immeubles ont été construits dont la Chase Tower avec ses 49 étages fut finie en 1990, la OneAmerica Tower construite de 1982 à 1990 et la Market Tower située à l'ouest du Soldiers' and Sailors' Monument,,. En juillet 2008, on dénombrait pas moins de 91 gratte-ciels dans la skyline d'Indianapolis. Le gratte-ciel le plus haut de la ville est actuellement la Chase Tower avec ses 253 mètres de haut depuis 1990, c'est le 34e gratte-ciel le plus haut des États-Unis.

### Parcs et loisirs

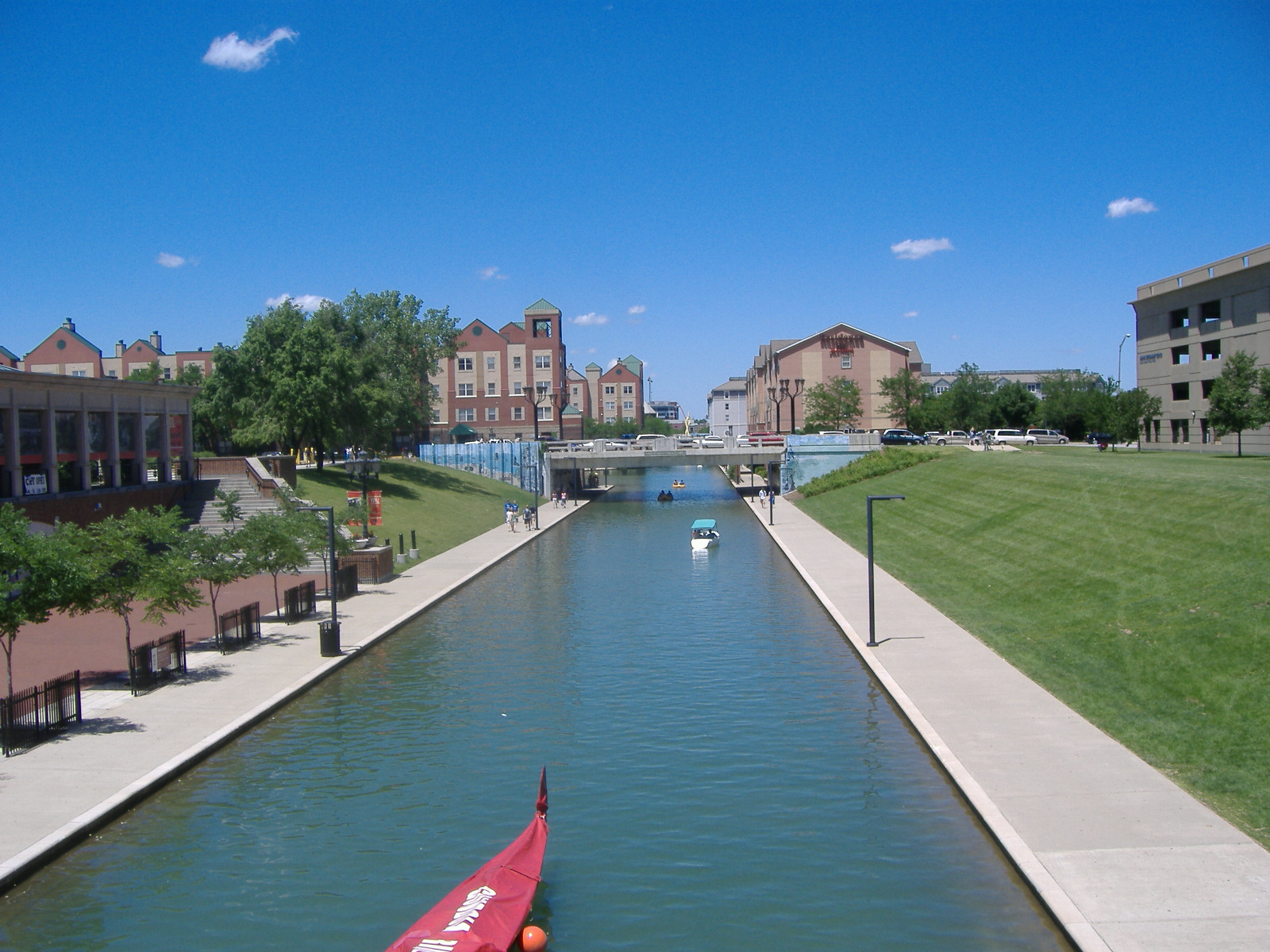
L'Indiana Central Canal à Indianapolis.

Indianapolis compte six grands parcs, sur les 206 parcs présents dans la ville. Ils sont composés de vues panoramiques, lacs, étangs, et équipements culturels. Le parc d'Eagle Creek est le plus grand.

## Démographie

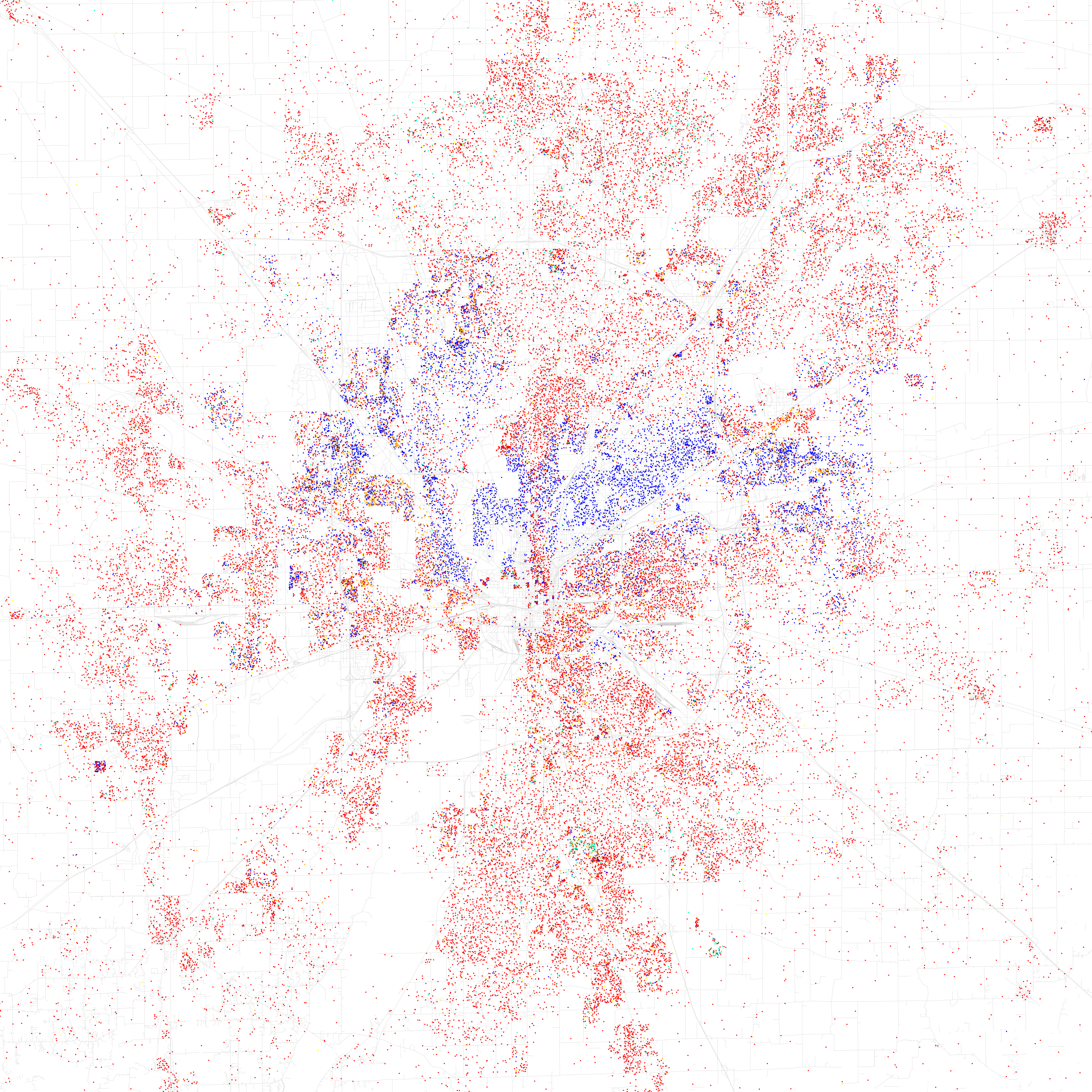
Distribution des groupes ethniques en 2010. Chaque point représente 25 personnes : Blancs non hispaniques, Noirs, Asiatiques, Latinos et autres

Selon le recensement des États-Unis de 2000, on comptait 320 107 foyers à Indianapolis pour une densité de population de 837 hab./km2. Selon le recensement fédéral de 2020, Indianapolis est la 16e plus grande ville des États-Unis.
Sur les foyers 22,7 %, ont des enfants de moins de 18 ans, 41,2 % composés des couples mariés vivant ensemble, 10,8 % constitués d'une famille monoparentale, et 39,4 % de célibataires. 39,3 % des foyers étaient composés de célibataires et 9,4 % d'une personne vivant seule et qui était âgée de 65 ans ou plus. La taille moyenne des ménages était de 2,39 personnes alors que celle des familles était 3,03 personnes.
La population de la ville était composée à hauteur de 28,4 % d'individus de moins de 19 ans, de 7,3 % de personnes âgées de 20 à 24 ans, de 33,0 % âgés de 25 à 44 ans, de 20,3 % situés entre 45 et 64 ans, et de 11,0 % de personnes âgées d'au moins 65 ans. L'âge médian est de 33,6 ans (35,3 ans pour l'ensemble des États-Unis) et pour 100 femmes, on comptait 102,1 hommes. Le revenu médian pour un foyer est de 40 051 $ (contre 42 100 $ pour l'ensemble des États-Unis).
| Groupe                           | Indianapolis | Indiana | États-Unis |
| -------------------------------- | ------------ | ------- | ---------- |
| Euro-Américains                  | 52,4         | 78,3    | 55,7       |
| Hispaniques et Latino-Américains | 9,4          | 6,0     | 16,7       |
| Afro-Américains                  | 27,5         | 9,1     | 12,6       |
| Autres                           | 5,5          | 2,7     | 6,2        |
| Métis                            | 2,8          | 2,0     | 2,9        |
| Asio-Américains                  | 2,1          | 1,6     | 4,8        |
| Amérindiens                      | 0,3          | 0,3     | 0,9        |
| Océaniens                        | 0,1          | -       | 0,2        |
| Total                            | 100          | 100     | 100        |
|                                  |              |         |            |

Selon l'American Community Survey, pour la période 2011-2015, 87,39 % de la population âgée de plus de 5 ans déclare parler anglais à la maison, alors que 8,31 % déclare parler l'espagnol, 0,68 % une langue africaine, 0,50 % une langue chinoise et 3,12 % une autre langue.

## Administration et politique

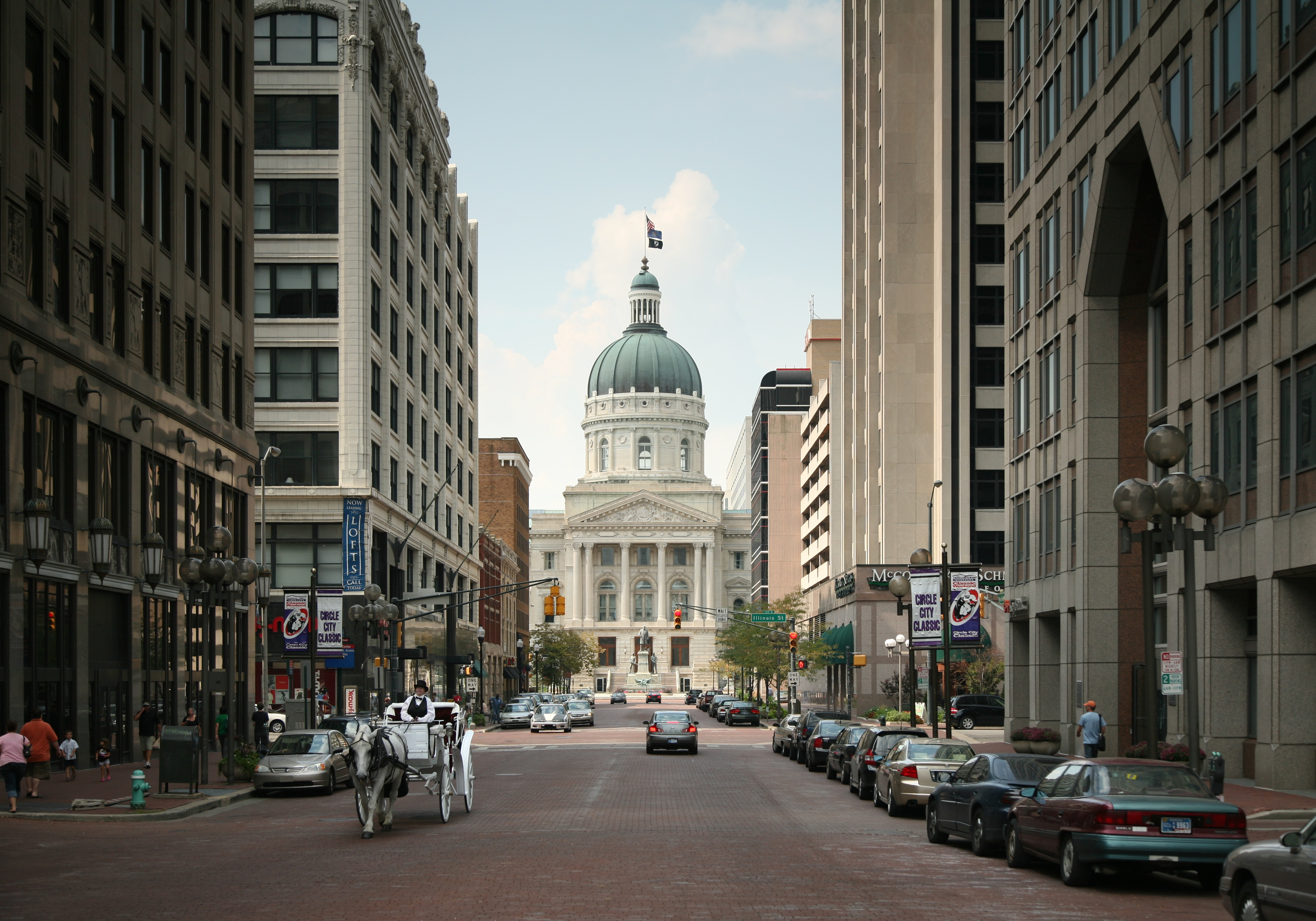
Vue du Capitole de l'État de l'Indiana.

Joe Hogsett est depuis 2016 le maire d'Indianapolis.

## Arts et culture

### Bibliothèques
Le réseau des bibliothèques de la ville d'Indianapolis comprend :
- une bibliothèque centrale sur East saint Claire Street[25], le bâtiment d'origine date de 1917, il a bénéficié d'une extension et d'un réaménagement en 2007[26] ;
- vingt-quatre bibliothèques de quartier (ouverture prévue en 2021 de deux nouveaux sites [27],[28]) ;
- un centre de services supports pour l'ensemble des bibliothèques du comté[29].

Les bibliothèques de la ville proposent également une plateforme numérique permettant de consulter archives et documents patrimoniaux, baptisée Digital Indy.

### Musées
Indianapolis comporte quelques musées dont le Indiana State Museum, l'Eiteljorg Museum-American Art et le NCAA Hall of Champions.

### Médias
Indianapolis est desservie par de nombreux médias, dans la presse, la radio, la télévision et d'internet. La ville est ainsi desservie par plus de 30 stations de radio diffusant en FM et AM couvrant une large variété de styles musicaux. Indianapolis est classé 39e marché pour la radio aux États-Unis avec près de 1 388 800 auditeurs.
The Indianapolis Star est le journal le plus vendu dans la ville. Le journal est possédé par la Gannett Company, qui publie également un hebdomadaire, The Topics qui se centralise sur le nord d'Indianapolis faisant partie de la zone métropolitaine d'Indianapolis. Nuvo Newsweekly, Indy Men's Magazine s'étant arrêté en 2007, Indianapolis Women's Magazine, et Indianapolis Monthly sont des publications locales sur les arts, le divertissement, les sorties et les modes de vie. L'Indianapolis Recorder est un hebdomadaire sur la communauté afro-américaine. La Voz De Indiana est un magazine bilingue. L'Indianapolis Business Journal et Inside Indiana Business sont des publications économiques pour la région d'Indianapolis.

## Vie sociale

### Éducation
Indianapolis possède une école internationale privée, nommée International School of Indiana, les étudiants ont de 6 à 18 ans (Grade 1 à 12). Il y a environ deux classes par année scolaire, composées d'environ quinze élèves chacune. Cette école offre la possibilité d'apprendre le chinois (mandarin), l'espagnol et le français. Elle permet d'obtenir son diplôme d'étude secondaire (graduation) à 18 ans (Grade 12). L'année scolaire coûte environ 8 000 dollars l'année.

### Religion

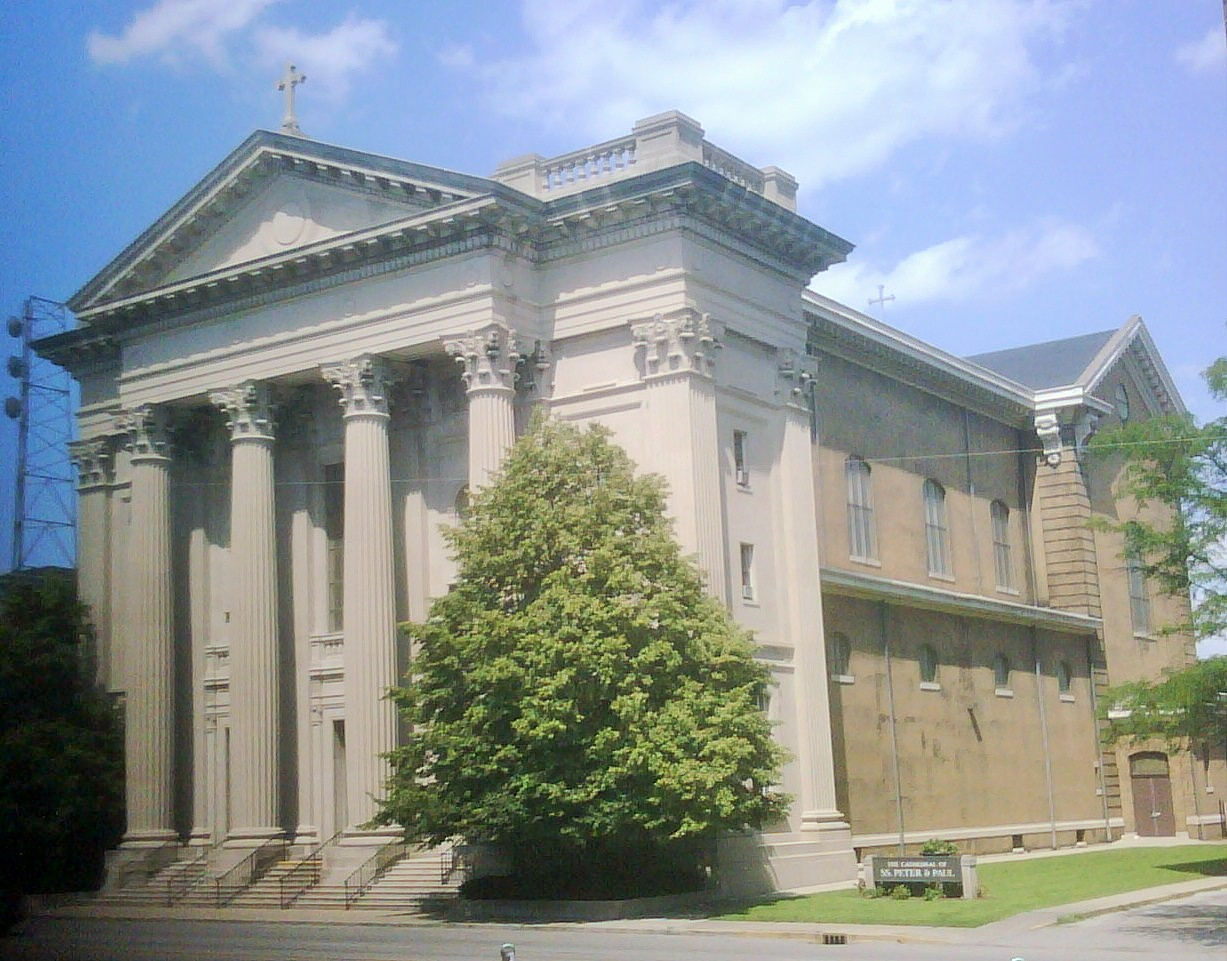
Vue de la cathédrale Saints-Pierre-et-Paul

Indianapolis est le siège de l'archidiocèse d'Indianapolis.
- Cathédrale Saints-Pierre-et-Paul, catholique, architecture néo-classique (1905-1907)
- Église Saint-Jean-l'Évangéliste, inscrite au Registre national des lieux historiques (1863-1867)
- Église Sainte-Marie, inscrite au National Register of Historic Places (1910-1912)
- Liste des évêques et archevêques d'Indianapolis

### Sécurité

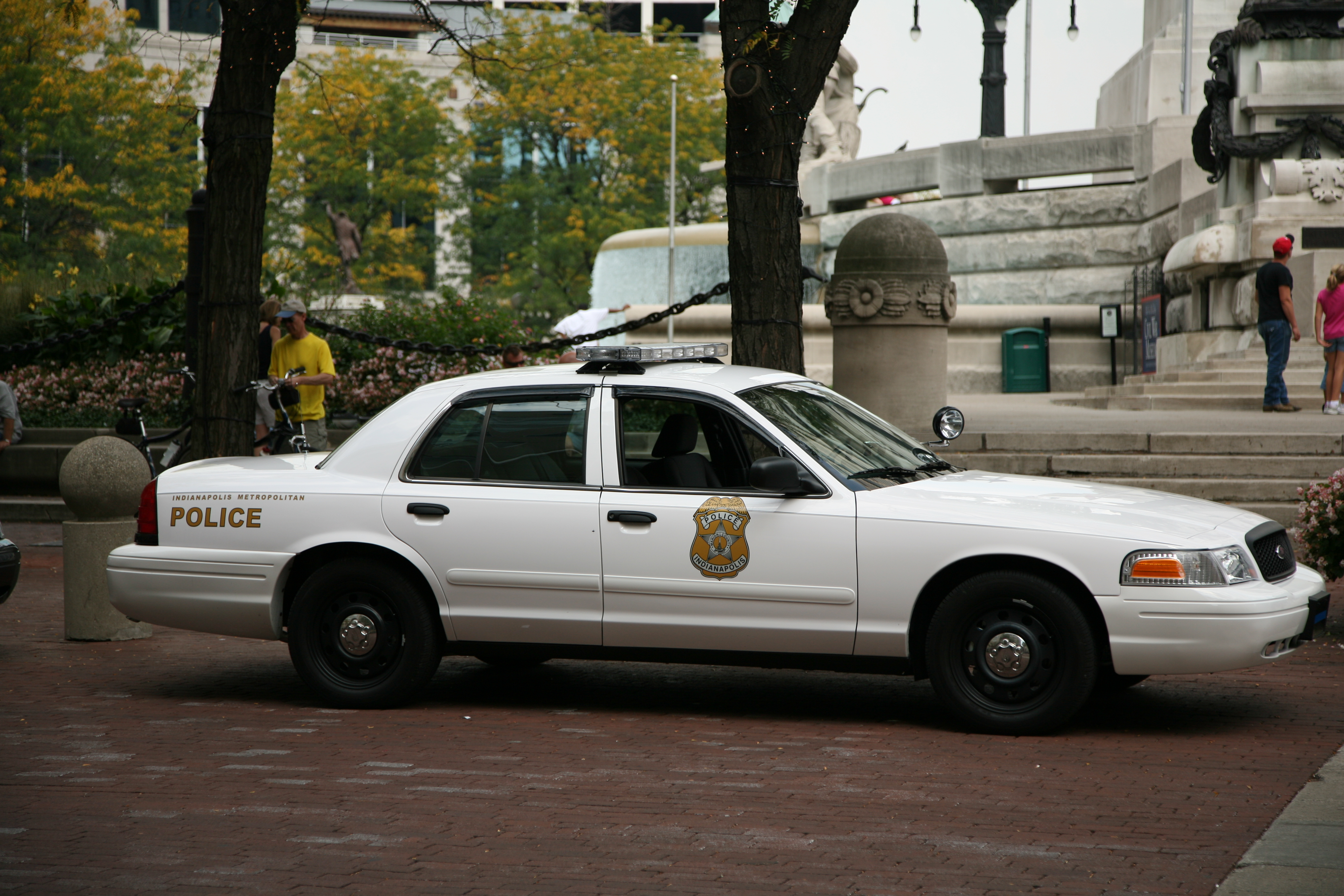
Voiture de police d'Indianapolis.

## Monuments
- Le capitole est bâti en style néogrec entre 1831 et 1835.
- The Scottish Rite Cathedral
- The War Memorial

## Sport

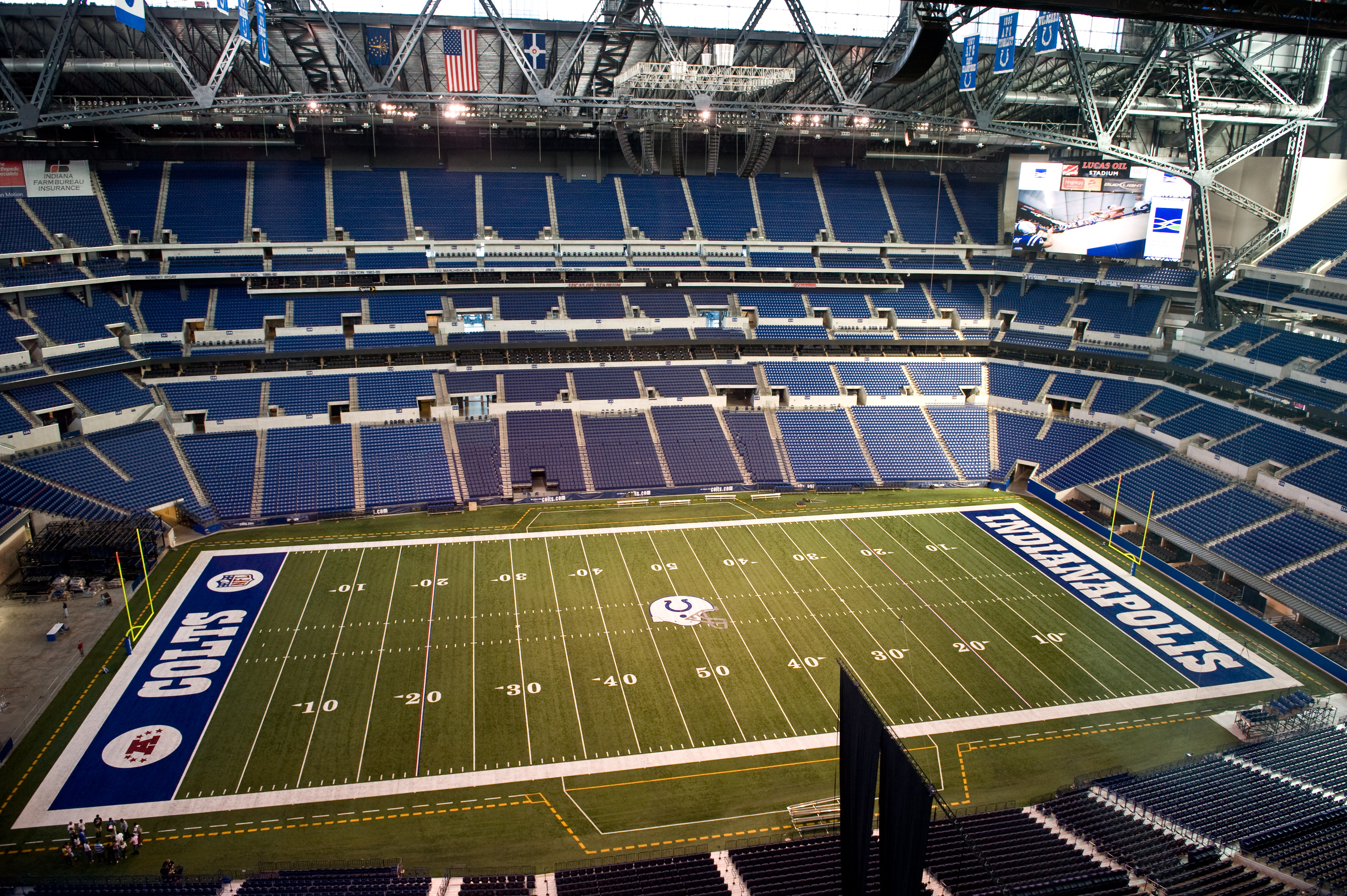
Le Lucas Oil Stadium vu de l'intérieur en 2008.

Indianapolis possède de nombreuses équipes sportives dont certaines jouent un rôle de premier plan dans deux sports majeurs. L'équipe de football américain des Colts d'Indianapolis, franchise qui a déménagé dans les années 1980 de Baltimore pour s'implanter à Indianapolis, qui appartient à la ligue nationale NFL et dispose de nombreux supporters qui se rendent dans l'important stade Lucas Oil Stadium construit dans les années 2000. L'équipe a participé au Super Bowl à deux reprises après son déménagement, et a remporté le Super Bowl XLI en 2006.
Son stade, le Gainbridge Fieldhouse, abrite également l'équipe de basketball NBA des Pacers de l'Indiana.
| Équipe               | Ligue                    | Stade                 | Fondation | Titres |
| -------------------- | ------------------------ | --------------------- | --------- | ------ |
| Pacers de l'Indiana  | NBA (basketball)         | Gainbridge Fieldhouse | 1967      | 0      |
| Fever de l'Indiana   | WNBA (basketball)        | Gainbridge Fieldhouse | 2000      | 1      |
| Colts d'Indianapolis | NFL (football américain) | Lucas Oil Stadium     | 1983      | 2      |

### Courses automobiles
Chaque année ont lieu de nombreuses courses automobiles sur le fameux anneau de vitesse d'Indianapolis. La plus ancienne (depuis 1911), et la plus fameuse, est l'épreuve des 500 miles d'Indianapolis, une course d'Indycar comptant aujourd'hui pour la série IndyCar Series. On peut aussi citer le Brickyard 400, une course de NASCAR ayant lieu chaque année depuis 1994.
De 2000 à 2007, le circuit a accueilli le Grand Prix des États-Unis de Formule 1, sur un circuit spécialement aménagé, qui reprend une partie seulement de l'anneau de vitesse. Depuis 2008, le Grand Prix moto d'Indianapolis, une manche du championnat du monde de MotoGP s'y déroule.
Le circuit ne se situe pas dans la ville d'Indianapolis, mais dans la ville de Speedway, entièrement enclavée dans Indianapolis.

## Voies de communication et transports

### Transport aérien

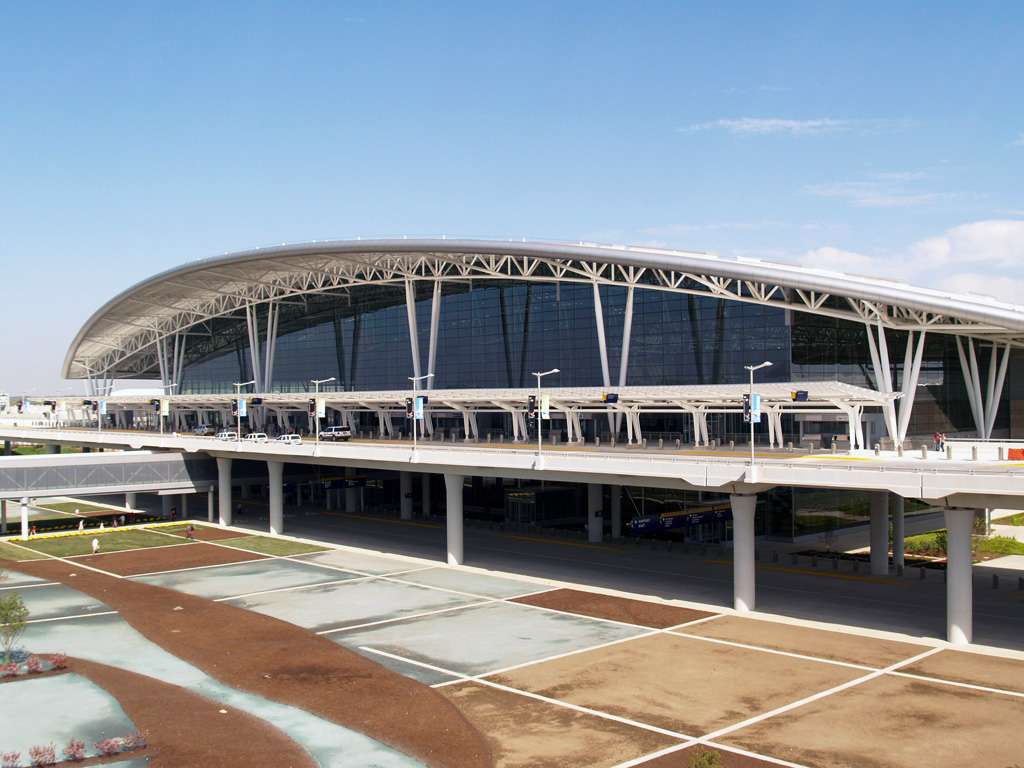
Terminal du Colonel H. Weir Cook de l'aéroport international d'Indianapolis.

L'aéroport international d'Indianapolis (IND) a ouvert ses portes le 11 novembre 2008, il s'agit du premier aéroport à ouvrir après les attentats du 11 septembre 2001 aux États-Unis,. L'aéroport se situe à moins de 20 minutes du centre-ville par l'I-70. 11 compagnies sont présentes dans l'aéroport pour desservir 37 destinations.
L'aéroport d'Eagle Creek sert d'aéroport de complément pour l'aéroport international. Il se situe à l'est du lac d'Eagle Creek et au nord de l'aéroport international et à l'ouest du Soldiers' and Sailors' Monument. L'aéroport est desservi par l'I-465.
Au total sur la ville d'Indianapolis, neuf infrastructures aéroporturaires publiques sont présentes.

### Rues de la ville

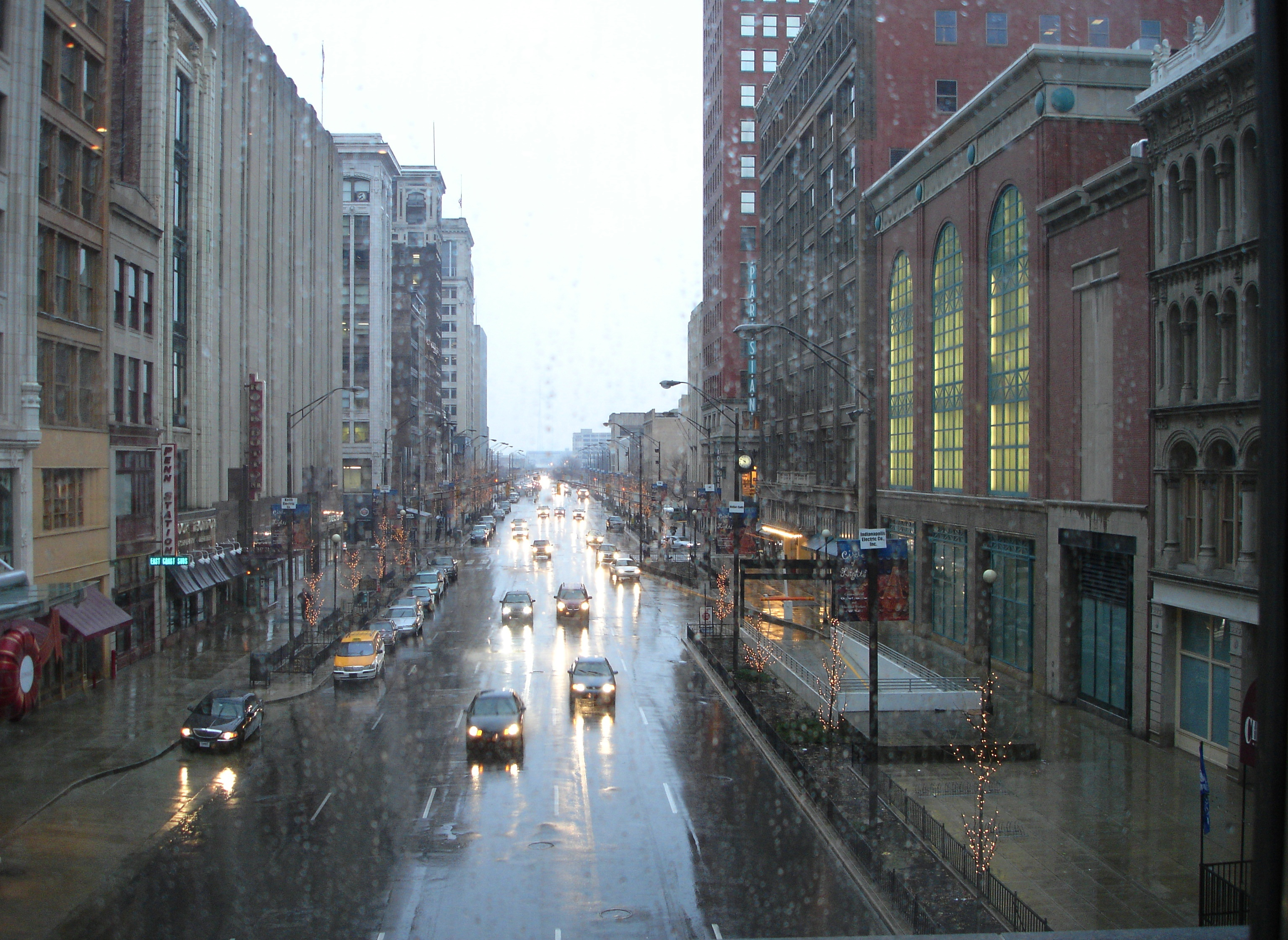
Vue depuis le City Center mall lors d'un jour de pluie.

La ville d'Indianapolis possède 11 milles (17,7 km) de piste cyclable, le long de la New York Streets ou de la Michigan Street traversant toutes deux d'ouest en est la ville.

### Transport autoroutier

Réseau autoroutier autour de la ville d'Indianapolis.

#### Interstate highway
Indianapolis est entourée par six Interstate highway. L'Interstate 465 forme une rocade autour du comté de Marion. L'Interstate 65 coupe la ville du nord-ouest en provenance Gary éventuellement de Chicago en direction de Louisville dans le Kentucky. L'Interstate 69 arrive du nord-est de Fort Wayne, pour se terminer à la jonction avec l'I-465. L'Interstate 70 suit l'ancienne  National Road, qui relie l'est de Colombus dans l'Ohio à l'ouest Saint-Louis. L'Interstate 74 part du nord-ouest de Danville, vers le sud-est à Cincinnati. Depuis 2002, un segment de l'interstate reliant la I-465 à la I-65, côté nord-ouest de la ville est appelé I-865 pour réduire les confusions possible.
- Interstate 65
- Interstate 69
- Interstate 70
- Interstate 74
- Interstate 465
- Interstate 865

#### U.S. Route
Indianapolis est aussi parcourue par six U.S. Route, les US 31, US 36, US 40, US 52, US 136 et US 421.

### Transport ferroviaire et en commun
- Union Station (Indianapolis)

## Jumelages
- Campinas (Brésil)[38]
- Hangzhou (Chine)
- Taipei (Taïwan)
- Cologne (Allemagne) depuis le 28 novembre 1988[39]
- Monza (Italie)
- Hyderabad (Inde)
- Eldoret (Kenya)
- Piran (Slovénie)[40]
- Le Mans (France)[41]